# Miguel Llanos
Miguel Llanos Albán (Lima, 1 de septiembre de 1978) es un exfutbolista peruano. Jugaba de lateral derecho.

## Clubes
| Club               | País   | Año       |
| ------------------ | ------ | --------- |
| Bella Esperanza    | Perú   | 1997      |
| Alianza Lima       | Perú   | 1998-2000 |
| Juan Aurich        | Perú   | 2000      |
| Sport Boys         | Perú   | 2001      |
| Cienciano          | Perú   | 2003-2005 |
| Alianza Atlético   | Perú   | 2005      |
| Correcaminos       | México | 2006      |
| Deportivo Aviación | Perú   | 2006      |
| FBC Melgar         | Perú   | 2007      |
| José Gálvez        | Perú   | 2009      |
| Cienciano          | Perú   | 2009-2010 |
| CNI                | Perú   | 2010      |
| Cobresol FBC       | Perú   | 2011      |
| Inti Gas           | Perú   | 2012      |

## Palmarés

### Campeonatos nacionales
| Título          | Club         | País | Año  |
| --------------- | ------------ | ---- | ---- |
| Torneo Clausura | Alianza Lima | Perú | 1999 |
| Torneo Apertura | Cienciano    | Perú | 2005 |

### Copas internacionales
| Título              | Club      | País | Año  |
| ------------------- | --------- | ---- | ---- |
| Copa Sudamericana   | Cienciano | Perú | 2003 |
| Recopa Sudamericana | Cienciano | Perú | 2004 |